# Les portes de la nit
Les portes de la nit (títol original en francès: Les Portes de la nuit) és una pel·lícula francesa dirigida per Marcel Carné, estrenada el 1946. Ha estat doblada al català.

## Argument
A finals de la Segona Guerra Mundial i en una nit parisenca, el «Destí» orquestra l'aventura amorosa i tràgica entre el jove resistent Diego i la bella Malou casada amb un col·laboracionista.

## Repartiment
- Nathalie Nattier: Malou Sénéchal
- Yves Montand: Diego
- Pierre Brasseur: Georges
- Serge Reggiani: Guy Sénéchal
- Raymond Bussières: Raymond Lécuyer
- Sylvia Bataille: Claire Lécuyer
- Saturnin Fabre: M. Sénéchal
- Jean Vilar: el rodamons / el Destí
- Dany Robin: Étiennette
- Mady Berry: Sra. Quinquina
- Julien Carette: M. Quinquina
- Jane Marken: Sra. Germaine
- Gabrielle Fontan: la vella
- Christian Simon: Cri-Cri Lécuyer
- Fabien Loris: el cantant de carrer
- René Blancard: El veí
- Michel Salina: el cirurgià
- Jean Maxime: Riquet
- Colette Mareuil
- Brigitte Auber
- Émile Genevois

## Rebuda
- La pel·lícula no va tenir un gran èxit en la seva estrena i va ser mal rebuda per les critiques.[4] Va estrenar-se quatre anys més tard als Estats Units sota el títol Gates of the night.[5]
- Les portes de la nit... o Les Portes de l'Avorriment  de Henri Jeanson.[6]

## Al voltant de la pel·lícula
- La pel·lícula ha estat l'última col·laboració entre Marcel Carné i Jacques Prévert.
- Quan s'estava definint el projecte, la parella protagonista havia de ser interpretada per Jean Gabin i Marlene Dietrich. Aquesta va refusar i Marcel Carné escull llavors Yves Montand, jove cantant en ple triomf al Teatre de l'Étoile, segons els consells de Édith Piaf.